# Гладышевское
Гладышевское (Ваммельярви, Ваммел-ярви; фин. Vammeljärvi) — озеро на Карельском перешейке, в Выборгском районе Ленинградской области.

## Физико-географическая характеристика

### География
Площадь озера составляет 6 км². 3,5 км в длину (с запада на восток) и до 2,7 км в ширину (с севера на юг).
Питается водами рек и ручьёв. На юго-востоке впадает река Великая, вытекающая из озера Нахимовское. В южном направлении из озера вытекает река Гладышевка.
Располагается на территории Полянского сельского поселения, между посёлками Тарасово, Горьковское и Семиозерье. Озеро входив в Гладышевский заказник.

### Фауна
В озере водятся лещ, язь, окунь, щука, плотва, форель, уклейка, ёрш, налим, судак, лосось и входящая в Красную книгу Ленинградской области жемчужница удлинённая.
В 1949 году на берегу озера было обнаружено гнездо серой неясыти.